# Géza von Cziffra
Géza von Cziffra [ˈgeːzɒ fɔn ˈʦifrɒ] (* 19. Dezember 1900 in Arad, vielleicht auch in Budapest, Österreich-Ungarn; † 28. April 1989 in Dießen am Ammersee) war ein österreichischer, ursprünglich ungarischer, Filmregisseur und Drehbuchautor. Er schrieb 138 Filmdrehbücher. Unter seiner Regie entstanden 73 Filmtitel, darunter Hundstage (1944), Der Mann, der sich selber sucht (1950), Geld aus der Luft (1954), Der falsche Adam (1955) sowie Banditen der Autobahn (1955). Von 1945 bis 1948 war er in Wien als Filmproduzent tätig.

## Leben
Cziffra war katholisch, besuchte ein Jesuiten-Internat und von 1914 bis 1918 eine Marine- und eine Kadettenschule. Anschließend zog er nach Budapest, wo er als Journalist bzw. Zeitungsredakteur arbeitete, und 1920 nach Wien.
Im Jahr 1922 war Cziffra, der auch als freier Schriftsteller tätig war, als Volontär bei der Sascha Filmindustrie tätig und inszenierte den weitgehend mit Puppen gestalteten Film Gullivers Reisen. 1923 ging er nach Berlin und schrieb für das Berliner Tageblatt und die Welt am Abend. Er verfasste Novellen, Filmartikel und für Die Weltbühne Glossen zur ungarischen Justiz und Politik. In diesem Umfeld lernte er den seinerzeit bedeutenden Dichter und Filmpionier Karl Gustav Vollmoeller kennen. In seiner Autobiografie Kauf Dir einen bunten Luftballon schreibt Cziffra:

„Es gab nur einen einzigen namhaften Autor, der sich für den Tonfilm interessierte: Karl Vollmoeller […] in den zwanziger Jahren war er eine der schillerndsten Erscheinungen in der literarischen und gesellschaftlichen Welt Berlins … er schrieb Romane und Filme, unter anderem den Film, den heute noch jeder kennt: Der Blaue Engel […] In Vollmoellers Wohnung traf ich die Bildhauerin Renée Sintenis, den Bauhaus-Chef Walter Gropius, den Kunsthändler Alfred Flechtheim, den kommunistischen Verleger Wieland Herzfelde; den bildenden Künstler George Grosz, Oskar Kokoschka, Ernst Barlach; Fritz Lang […] Erich Mendelsohn … Fürstin Mechtilde Lichnowsky; den jüdischen Polizeipräsidenten Bernhard Weiß und den Kronprinzen.“

Vollmoeller mit seinen enormen Kontakten war es, der Cziffra den Weg in die Filmstudios ebnete und ihm wichtige Begegnungen, so mit Max Liebermann und Albert Einstein ermöglichte.
Cziffra beteiligte sich zu dieser Zeit an verschiedenen Drehbüchern und war von 1932 bis 1933 Eigentümer des Kabaretts im Palmenhaus am Kurfürstendamm. Nach der „Machtergreifung“ der Nationalsozialisten kehrte er im April 1933 nach Budapest zurück, wo er für die dortige Hunnia-Film als Regisseur oder Co-Regisseur einige Filme drehte.
Im Jahr 1936 ging er wieder nach Berlin und war hier zunächst vor allem als Drehbuchautor und Regieassistent tätig. Außerdem veröffentlichte er mehrere Bühnenstücke. 1941 ging er wieder nach Wien. Nach einer Regieprobe bei einigen Szenen seines Stückes Das unsterbliche Antlitz gelang ihm mit dem außerordentlich erfolgreichen Revuefilm Der weiße Traum 1943 unter der künstlerischen Oberleitung von Karl Hartl der Durchbruch als Regisseur.
Im Jahr 1945 drehte er in der damals von den Deutschen besetzten Stadt Prag den Film Leuchtende Schatten. Als kriminalpolizeilicher Berater war dabei der SS-Sturmbannführer Eweler, Angehöriger des SD und Bruder der Schauspielerin Ruth Eweler, vorgesehen. Nach einiger Zeit wurde Eweler von Cziffra wegen übertriebener Kritik des Ateliers verwiesen. Kurz darauf wurde Cziffra verhaftet und in das Prager Gestapo-Hauptquartier im Palais Pecec gebracht. Ihm wurde vorgeworfen, im tschechischen Restaurant „Neumann“ mehrmals ohne Marken gegessen zu haben. Cziffra wurde schließlich in das Prager Untersuchungsgefängnis Pankrác transportiert und zu einer sechsmonatigen Haft verurteilt, die er am 12. Februar antreten sollte. Eigenen Angaben zufolge konnte sich Cziffra einem Transport nach Theresienstadt nur durch Manipulation von Unterlagen entziehen. Kurz vor Kriegsende wurde Cziffra am 19. April aus der Haft entlassen.
Im Jahr 1945 gründete Cziffra in Wien mit amerikanischer Lizenz die erste österreichische Filmproduktionsfirma nach dem Zweiten Weltkrieg, die Cziffra-Film, welche bis 1949 existierte. Im Jahr 1952 war er Mitbegründer der Arion-Film GmbH in Hamburg.
Vornehmlich drehte er Unterhaltungs- und Musikfilme, in denen bekannte deutsche und österreichische Schauspieler wie Peter Alexander, Rudolf Platte, Senta Berger und Hubert von Meyerinck mitwirkten. Durch Musiker wie Bill Ramsey oder Bully Buhlan avancierten die Filme meist zu Musical-Revuen mit Heimat-Charakter. Cziffras Arbeiten prägten maßgeblich den deutsch-österreichischen Unterhaltungsfilm der 50er und beginnenden 60er Jahre. Als Drehbuchautor benutzte er dabei häufig Pseudonyme (Peter Trenck, Albert Anthony, John Ferguson, Thomas Harrer, Richard Anden, Enrico Anden und Horace Parker).
Er war ab 1943 in erster Ehe mit der Schauspielerin Petra Trautmann verheiratet, mit der eine Tochter, Christiane, hatte. Die zweite Ehe ging er mit der Schauspielerin Ursula Justin ein. Zuletzt lebte er ab 1958 in fünfter Ehe mit Siglinde von Cziffra, geborene Thomaschewski. Géza von Cziffra lebte in Tutzing und wurde im Städtischen Krematorium auf dem Ostfriedhof in München bestattet (Urnenhalle D - G3).
Cziffras schriftlicher Nachlass befindet sich im Archiv der Akademie der Künste in Berlin.

## Filmografie
- 1922: Gullivers Reisen (Drehbuch und Regie; unvollendet)
- 1929: Das Land ohne Frauen (Regieassistenz)
- 1930: Der Greifer (Regieassistenz und Co-Drehbuch)
- 1934: Ball im Savoy (Regieassistenz und Co-Drehbuch)
- 1935: Szent Péter esernyője (Regie, Drehbuch)
- 1936: Wo die Lerche singt (als Drehbuchautor)
- 1937: Die Landstreicher (Drehbuch)
- 1938: Frühlingsluft (Drehbuch)
- 1938: Peter spielt mit dem Feuer (Co-Drehbuch)
- 1939: Der grüne Kaiser (Drehbuch)
- 1939: Es war eine rauschende Ballnacht (Drehbuch)
- 1940: Weißer Flieder (Drehbuch)
- 1941: Tanz mit dem Kaiser (Drehbuch)
- 1942: Die heimliche Gräfin (Drehbuch)
- 1943: Frauen sind keine Engel (Drehbuch)
- 1943: Der weiße Traum (Drehbuch, Regie)
- 1944: Hundstage (Drehbuch, Regie)
- 1944/47: Liebe nach Noten (Drehbuch, Regie)
- 1945: Leuchtende Schatten (Drehbuch, Regie; unvollendet)
- 1946: Glaube an mich (Drehbuch, Regie)
- 1947: Das unsterbliche Antlitz (Drehbuch, Regie, Produktion)
- 1948: Der himmlische Walzer (Drehbuch, Regie, Produktion)
- 1948: Königin der Landstraße (Drehbuch, Regie)
- 1949: Lambert fühlt sich bedroht (Drehbuch, Regie, Produktion)
- 1949: Höllische Liebe (Drehbuch, Regie, Produktion)
- 1949: Gefährliche Gäste (Drehbuch, Regie)
- 1950: Gabriela (Drehbuch, Regie)
- 1950: Der Mann, der sich selber sucht (Drehbuch, Regie)
- 1950: Die Dritte von rechts (Drehbuch, Regie)
- 1951: Fünf Mädchen und ein Mann (A Tale of Five Cities) (Co-Regie)
- 1951: Die verschleierte Maja (Drehbuch, Regie)
- 1952: Der bunte Traum (Drehbuch, Regie)
- 1952: Tanzende Sterne (Drehbuch, Regie, Produktion)
- 1953: Das singende Hotel (Drehbuch, Regie)
- 1953: Blume von Hawaii (Drehbuch, Regie, Produktion)
- 1954: Geld aus der Luft (Drehbuch, Regie, Produktion)
- 1954: Tanz in der Sonne (Drehbuch, Regie, Produktion)
- 1955: Der falsche Adam (Drehbuch, Regie)
- 1955: Banditen der Autobahn (Co-Drehbuch, Regie)
- 1956: Die gestohlene Hose (Drehbuch, Regie)
- 1956: Mädchen mit schwachem Gedächtnis (Drehbuch, Regie)
- 1956: Musikparade (Drehbuch, Regie)
- 1956: Der schräge Otto (Regie)
- 1957: Tante Wanda aus Uganda (Regie)
- 1957: Der müde Theodor (Drehbuch, Regie)
- 1957: Die Beine von Dolores (Drehbuch, Regie)
- 1957: Das haut hin (Drehbuch, Regie)
- 1958: Nachtschwester Ingeborg (Drehbuch, Regie)
- 1958: Wehe, wenn sie losgelassen (Drehbuch, Regie)
- 1958: So ein Millionär hat’s schwer (Drehbuch, Regie)
- 1959: Schlag auf Schlag (Drehbuch, Regie)
- 1959: Ich bin kein Casanova (Drehbuch, Regie)
- 1959: Peter schießt den Vogel ab
- 1959: Bobby Dodd greift ein (Regie)
- 1959: Salem Aleikum (Drehbuch, Regie)
- 1960: Als geheilt entlassen (Drehbuch, Regie)
- 1960: Hauptmann, deine Sterne (Drehbuch, Regie)
- 1960: Kriminaltango (Drehbuch, Regie)
- 1961: Die Abenteuer des Grafen Bobby (Drehbuch, Regie)
- 1961: Junge Leute brauchen Liebe (Drehbuch, Regie)
- 1961: Ein Stern fällt vom Himmel (Drehbuch, Regie)
- 1961: Kauf Dir einen bunten Luftballon (Drehbuch, Regie)
- 1962: Die Fledermaus (Drehbuch, Regie)
- 1962: Der Vogelhändler (Drehbuch, Regie)
- 1962: Nachts ging das Telefon (Regie)
- 1962: Das süße Leben des Grafen Bobby (Drehbuch, Regie)
- 1963: Charleys Tante (Regie, Drehbuch-Bearbeitung)
- 1964: Lana – Königin der Amazonen (Regie, Drehbuch)
- 1965: An der Donau, wenn der Wein blüht (Regie)
- 1965: Ein Ferienbett mit 100 PS (Drehbuch)
- 1968: Paradies der flotten Sünder (Episodenfilm; Regie, Drehbuch)
- 1969: Josefine, das liebestolle Kätzchen (Drehbuch, Regie)
- 1969: Das Go-Go-Girl vom Blow-Up (Drehbuch)
- 1974: Dschungelmädchen für zwei Halunken (Drehbuch)
- 1974: Käpt’n Senkstakes Abenteuer: Das Spukschloß von Baskermore (Fernsehfilm; Drehbuch)
- 1974: Wetterleuchten über dem Zillertal (Drehbuch)
- 1975: Zwei Teufelskerle auf dem Weg ins Kloster (Drehbuch)

## Schriften
- Es war eine rauschende Ballnacht. Roman, mit 16 Bildern aus dem gleichnamigen Ufafilm, Ufa, Berlin 1939, DNB 572656246.
  - Es war eine rauschende Ballnacht. Eine Sittengeschichte des deutschen Films. Herbig, München 1985, ISBN 3-7766-1341-6.
- Anita und der Teufel. Musikalisches Lustspiel in 5 Bildern, Crescendo Theaterverlag, Berlin 1940, DNB 57265622X.
- Tanja und ihre vierzig Männer. Ein Roman. Wancura, Wien 1957, DNB 450857433.
- Frauen sind keine Engel. 1966.
- Kauf Dir einen bunten Luftballon. Erinnerungen an Götter und Halbgötter. Herbig, München 1975, ISBN 3-7766-0708-4. – Memoiren.
- „… und immer waren es die Frauen.“ Eine intime Zeitgeschichte. Herbig, München 1976, ISBN 3-7766-0784-X.
- Das Beste aus meiner Witze- und Anekdotensammlung vom Film. Heyne, München 1977, ISBN 3-453-00739-5.
- Hanussen. Hellseher des Teufels. Die Wahrheit über den Reichstagsbrand. Herbig, München 1978, ISBN 3-7766-0879-X.
- Tango. Roman einer Berliner Familie. Herbig, München 1980, ISBN 3-7766-0946-X.
- Der Kuh im Kaffeehaus. Die goldenen Zwanziger in Anekdoten. Herbig, München 1981, ISBN 3-7766-1147-2.
- Der Tod schießt die Tore. 1982.
- Der heilige Trinker. Lübbe, Bergisch Gladbach 1983, ISBN 3-404-10215-0.
- Im Wartesaal des Ruhms. Begegnungen mit berühmten Persönlichkeiten wie Bert Brecht, Albert Einstein, Erich Kästner u. a. Lübbe, Bergisch Gladbach 1985, ISBN 3-404-10660-1 (= Bastei Lübbe Allgemeine Reihe, Band 10660).
- Es war eine rauschende Ballnacht. 1985.
- Dr Martin Ottler, Mitläufer. Roman. Lambda Edition, Hamburg 1988, ISBN 3-925495-25-8 (= Lambda-Dossier, Nr. 3).
- Ungelogen. Erinnerungen an mein Jahrhundert. Herbig, München 1988, ISBN 3-7766-1500-1.

## Auszeichnungen
- 1975: Goldenes Ehrenzeichen für Verdienste um die Stadt Wien
- 1976: Österreichisches Ehrenkreuz für Wissenschaft und Kunst[2]
- 1985: Filmband in Gold (Bundesfilmpreis) für langjähriges und hervorragendes Wirken im deutschen Film

## Rezeption
Die Süddeutsche Zeitung bezeichnete von Cziffra 1989 als den „… unter den Revuefilm-Regisseuren des deutschen Nachkriegsfilms war er der Größte.“